# Lee Yun-oh
Lee Yun-oh (kor. 이윤오; * 23. März 1999 in Seoul) ist ein südkoreanischer Fußballspieler.

## Karriere
Lee Yun-oh erlernte das Fußballspielen in der Mannschaft von Songtan Junior, den Jugendmannschaften von Ulsan Hyundai und Suwon Samsung Bluewings, sowie in den Schulmannschaften der Kyungshin Middle School und der Joongdong High School. Seinen ersten Vertrag unterschrieb er im März 2017 beim japanischen Verein Vegalta Sendai. Der Verein aus Sendai spielte in der ersten japanischen Liga, der J1 League. Die Saison 2019 wurde er nach Fukushima an den Fukushima United FC ausgeliehen. Der Verein spielte in der dritten Liga. Hier kam er jedoch nicht zum Einsatz. Die Saison 2020 wechselte er ebenfalls auf Leihbasis zu Gamba Osaka. Mit der U23-Mannschaft von Gamba absolvierte er neun Spiele in der dritten Liga. Nach Vertragsende in Sendai unterschrieb er am 1. Februar 2021 einen Vertrag in seiner Heimat beim Daegu FC. Das Fußballfranchise aus Daegu spielt in der ersten südkoreanischen Liga, der K League 1.